# Mesosemia vaporosa
Mesosemia vaporosa är en fjärilsart som beskrevs av Hans Ferdinand Emil Julius Stichel 1910. Mesosemia vaporosa ingår i släktet Mesosemia och familjen Riodinidae. Inga underarter finns listade i Catalogue of Life.